# San Sabino (Bari)
A San Sabino-katedrális (Cattedrale di San Sabino) Bari fő temploma, a bari-bitontói érsek székhelye. Védőszentje Canosai Szent Sabinus.

## Története
A katedrálist a 12-13. században építették román stílusban, az egykori bizánci székesegyház helyén, amelyet 1156-ban I. Vilmos szicíliai király seregei felégettek.
Az első katedrális ezen a helyen valószínűleg a 6. században épült, amikor Bari püspökét érseki rangra emelték. Ennek a templomnak a maradványai a mostani katedrális kereszthajójának alapjaiban lelhetők fel. A 9. században hozták a városba Szent Sabinus ereklyéit és helyezték el a katedrálisban. A 9-10. században az első katedrális elpusztult helyette egy újat építettek, ez volt, amelyet I. Vilmos seregei felégettek. A ma is álló katedrálist 1929. október 4-én szentelték fel. A San Nicola mintájára felépült templomot a 18. században barokkosították és átépítették. 1950-ben visszaállították eredeti, román stílusú külsőjét. A templombelsőt a 2000-es évek elején újították fel.

## Leírása
A San Sabino az apuliai romanika egyik kiemelkedő példája. Egyszerű homlokzatát három portál díszíti valamint egy hatalmas rózsaablak és a felette levő architráv groteszk alakok és fantázia-szörnyek szobraival. A harangtorony a négyezetet koronázza meg és arab motívumokkal díszített. A templombelső háromhajós. A barokk díszítéseket eltávolították így napjainkban ismét az eredeti román kori dekoráció látható. A templom alatti kriptában helyezték el Szent Sabinus ereklyéit. A templomban vannak elhelyezve Szent Columba és Szent Maurus ereklyéi is. A hagyomány szerint az utóbbi volt Bari első püspöke az 1. században.
A templom melletti érseki palotában kapott helyet az Egyháztörténeti Gyűjtemény, amelynek legértékesebb darabja egy, a bizánci időkből származó kézirat, az Exultet, korabeli húsvéti ima szövege.